# ترتیزک خوک (سرده)
ترتیزک خوک، پاتاج (نام علمی: Coronopus) نام یک سرده از تیره شب‌بویان است.